# Rudolf Jakhel (karateist)
Rudolf Jakhel, slovenski karateist in športni mentor, * 1942, Zagreb, Hrvaška (takrat NDH).
Jakhel je nosilec 9. mojstrske stopnje (črni pas, IX. Dan) karateja. Je ustanovitelj in športni mentor mednarodne zveze Modern Sports Karate Associates (MSKA).
Jakhel je v Ljubljani in Aachenu (takrat ZRN) študiral arhitekturo, ekonomijo, filozofijo in jezike, doktoriral je leta 1975. Kot raziskovalec in univerzitetni predavatelj je deloval v Jugoslaviji, ZDA, Gvajani in Nemčiji.
Kariero v karateju je pričel leta 1968 v Stuttgartu (študiral je stile shotokan, shitoryu, shukokai, sankukai, kyokushinkai, jiu-jitsu), že naslednjega leta pa je v domačem Celju sodeloval pri uveljavljanju lokalnega karate kluba, iz katerega je kasneje izšlo okoli 30 klubov po Sloveniji. V istem obdobju je bil uspešen na športnih tekmovanjih: leta 1971 je bil zvezni podprvak v absolutni kategoriji, z jugoslovansko reprezentanco pa je na evropskem prvenstvu osvojil tretje mesto. Sodeloval je tudi kot svetovalec tehnične komisije in vrhovni sodnik v nemški karate zvezi.
Jeseni leta 1971 je v okviru Inštituta za telesno vzgojo Tehniške univerze v Aachenu ustanovil karate skupino, s tem pa začel razvijati in širiti tehniko športnega karateja, ki je racionaliziral karate in ga navezoval na športno-medicinske zakonitosti. Njegovo tehniko so prevzemali učenci, ki so po evropskih državah ustanavljali članice MSKA International. Jakhel je danes strokovni vodja omenjene organizacije s sedežem v Luxembourgu, sam pa vodi klub v Ljubljani.
1. ↑  Nacionalna zbirka normativnih podatkov Češke republike